# Blue Star Paros
Il Blue Star Paros è un traghetto appartenente alla compagnia di navigazione Blue Star Ferries.

## Servizio
Varato il 15 novembre 2001 nel cantiere navale Daewoo Shipbuilding & Marine Engineering Co. Ltd di Okpo con il nome di Blue Star Paros e consegnato nel febbraio del 2002 alla greca Blue Star Ferries, prende servizio nel marzo successivo nei collegamenti tra Il Pireo, Paro, Nasso, Santorini e Amorgo.
Successivamente, viene trasferito nei collegamenti tra Il Pireo, Siro, Tino e Micono, dove opera tutt'oggi.

## Navi gemelle
- Blue Star Naxos
- Fundy Rose (ex Blue Star Ithaki)